# سيناريو قفز المشتري

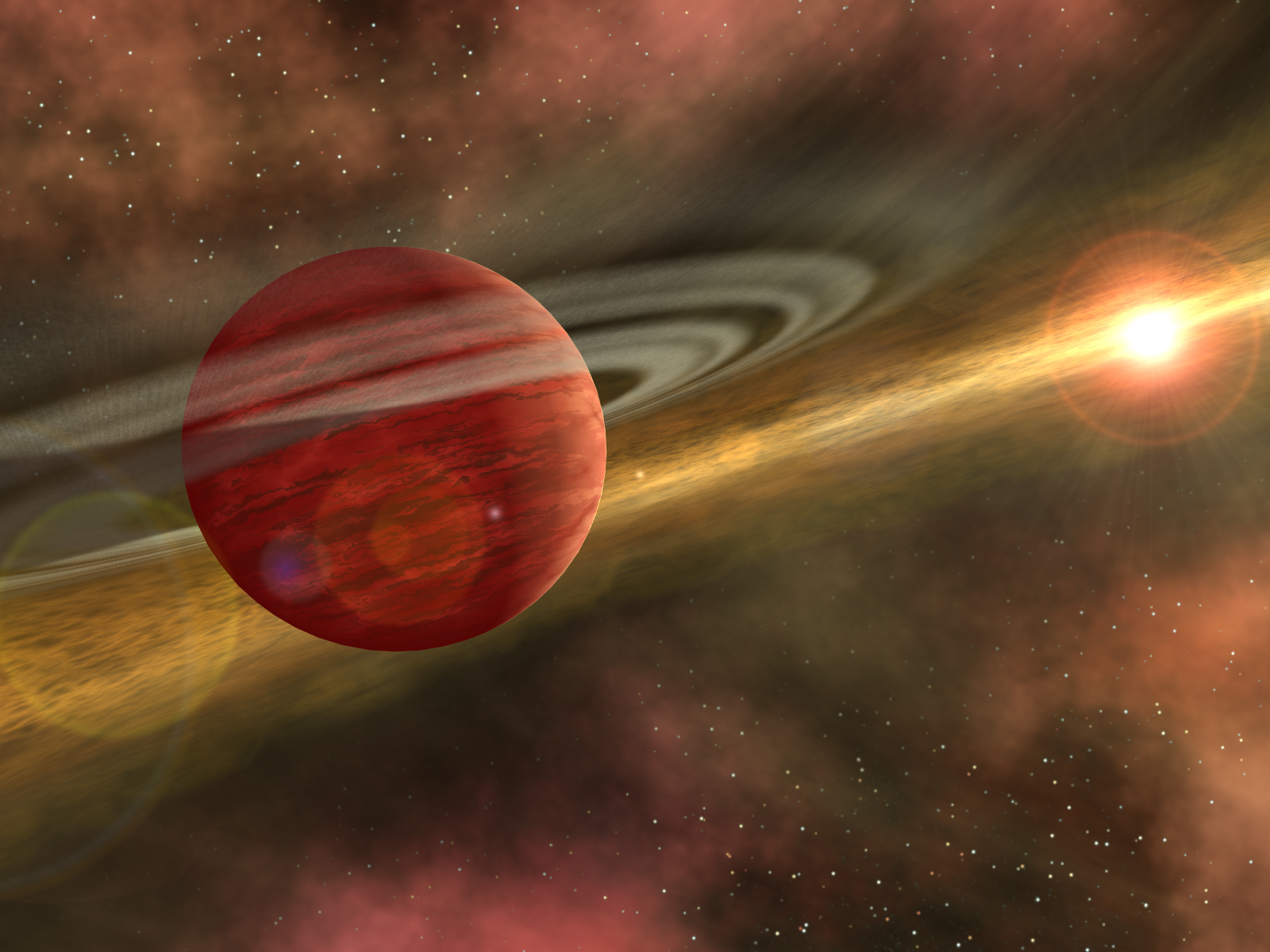

يحدّد سيناريو قفز كوكب المشتري تطوّر هجرة كوكبٍ عملاق موصوفة في نموذج نيس. حيث يتحطّم كوكب عملاق جليدي متبعثرًا (مثل أورانوس، أو نبتون، أو كوكب بكتلة أكبر من نبتون) إلى الداخل باتجاه زحل وإلى الخارج باتجاه المشتري، مسببا قفز أنصاف محاورها الرئيسيّة، وانفصالها بسرعةٍ عن مدارها. اقترح سيناريو قفز كوكب المشتري العلماءُ رامون برازر ، اليساندرو ماربديلي ، رودني غوميز ، كلينومينس تيجانيز ، وهارولد ليفيسون بعد أن كشفت دراستهم أنّ هجرة المشتري وزحل السلسة المتباينة ، حدثت في نظام شمسي داخلي مختلف كليًا عن النظام الشمسي الحالي. ارتدت الرنينات الزمنية خلال هذه الهجرة داخل النظام الشمسي مثيرةً مدارات الكواكب الأرضية والكويكبات تاركةً مدارات الكواكب في حالة انحراف مداريّ شديد، بالإضافة إلى حزام الكويكبات وأجسام أخرى شديدة الميل. تسمح قفزات أنصاف المحاور الرئيسية للمشتري وزحل الموصوفة في سيناريو قفز كوكب المشتري لهذه الرنينات اجتياز النظام الشمسيّ الداخليّ بسرعة من دون تغيير المدارات بشكل كبير. على الرغم من أنّ الكواكب الأرضيّة ماتزال حسّاسة لهذا الاجتياز.
ينتج أيضًا عن سيناريو قفز كوكب المشتري عدد من الاختلافات الأخرى في نموذج نيس الأصلي. أولًا تقليل جزء من المصادمات القمرية داخل حزام الكويكبات بشكل كبير خلال فترة القصف الشديد المتأخّر (يشار إلى هذه الفترة أحيانًا بالكارثة القمريّة أو القصف الشديد القمري وهي فترة زمنية امتدت بين 3.8 إلى 4.1 مليار عام بعد الانفجار الكبير)، وحصول كوكب المشتري على معظم كويكبات طروادة الخاصّة به (مجموعة كبيرة من الكويكبات تتشارك مع مدار المشتري حول الشمس) أثناء مواجهته بالكوكب الجليدي العملاق وأيضًا أقماره غير المنتظمة. يظهر في سيناريو قفز كوكب المشتري، أنّ احتمال الحفاظ على أربع كواكب عملاقة بمدارات تشبه مداراتها الحالية يزداد في حال احتواء النظام الشمسيّ المبكّر على كوكب جليدي عملاق إضافيّ، والذي تسبّب المشتري في وقت لاحق بطرده من النظام الشمسي. ولكن تبقى هذه النتيجة غير نمطية في ضوء المدارات الحالية للكواكب الأرضية.

## الخلفيّة

### نموذج نيس الأصلي
يؤدّي اجتياز الرنين للنظام الشمسي في نموذج نيس الأصلي إلى عدم استقرارٍ ديناميكيّ مما يغيّر مدارات الكواكب العملاقة بسرعة. يبدأ نموذج نيس الأصلي بافتراض أنّ الكواكب العملاقة موجودة بشكل قريب من بعضها ومداراتها شبه دائرية. في البداية، تقود التفاعلات مع الكواكب المصغرة (هي عبارة عن أجسام صلبة يُعتقد أنها تتواجد في الأقراص الكوكبية الدوارة ) في القرص الخارجي إلى هجرة متباعدة بطيئة للكواكب العملاقة. تستمر الهجرة المتأثّرة بالكواكب المصغرة حتى يجتاز كوكب المشتري وزحل رنينهما المشترك ونسبته 2:1. يثير اجتياز الرنين الانحرافات المدارية لكوكبي زحل والمشتري. يسبب الانحراف المداري المتزايد اضطراباتٍ في كوكبي أورانوس ونبتون. مما يؤدي إلى زيادة الانحرافات المدارية حتى يصبح النظام فوضويًا وتبدأ المدارات بالتقاطع. ثم تبعد المواجهة الثقالية بين الكواكب أورانوس ونبتون باتجاه قرص الكواكب المصغرة. يتمزق القرص ناثرًا العديد من الكواكب المصغّرة باتجاه الكواكب التي تعبر مداراتها. تبدأ مرحلة سريعة من الهجرة المتباعدة بين الكواكب العملاقة وتستمر حتى يُستهلك القرص. يخفّف الاحتكاك الديناميكي خلال هذه المرحلة الانحراف المداري لأورانوس ونبتون مما يحقّق استقرار النظام الشمسي. تظهر محاكاة عدديّة لنموذج نيس الأصلي أنّ المدارات النهائية للكواكب العملاقة تشبه مداراتها في النظام الشمسي الحالي.

### المدارات الكوكبيّة الرنانّة
تعتبر النسخ اللاحقة من نموذج نيس أنه في البداية تخضع الكواكب العملاقة إلى سلسلة من الرنين المداري المتبادل. يظهر هذا التغير في بعض النماذج الهيدروديناميكية للنظام الشمسي المبكّر. في هذه النماذج، تؤدي التفاعلات بين الكواكب العملاقة والقرص الغازي إلى هجرة الكواكب العملاقة باتجاه النجم المركزيّ الذي تدور هذه الكواكب حوله. وفي معظم الحالات تزيد درجة حرارة هذه الكواكب. لكن في نظام متعدّد الكواكب، ربما تتوقف هذه الهجرة الداخلية (أي باتجاه النجم المركزي، وهو الشمس) أو تنعكس في حال علقت كواكب أصغر تهاجر بسرعة كبيرة في مجال الرنين المداري الخارجي. تفترض فرضية تغير الاتجاه الكبرى أنّ كوكب المشتري عكس مساره بعد وصوله إلى مسافة 1.5 وحدة فلكيّة من الشمس بسبب ارتباطه مع زحل بحالة رنين مداري، وتعد هذه النظرية مثال على هذا النوع من التطور المداري. نسبة الرنين الذي دخل فيه زحل هي 2:1 أو 3:2. يعتمد مدى الهجرة باتجاه الخارج على الخصائص الفيزيائيّة لقرص الغاز وكميّة الغاز المتراكمة بواسطة الكوكب. أدّى دخول أورانوس ونبتون في رنين مغناطيسي أيضًا أثناء أو بعد هذه الهجرة إلى الخارج إلى تشكل نظام رنين رباعيّ، وتم تحديد عدة خيارات لهذا النظام يكون فيها في حالة استقرار. بعد تبدد قرص الغاز، يتحطم النظام الرباعي بسبب التفاعلات مع الكواكب المصغرة من القرص الخارجي. يصبح التطور من هذه اللحظة شبيهًا بالتطور في نموذج نيس الأصلي بالإضافة إلى عدم استقرار يبدأ بعد فترة قليلة من تحطم النظام الرباعي، أو بعد مدة زمنية من عبور القرص الغازي المهاجر رنينات مختلفة. لكن لم يصل الرنين بين زحل والمشتري بشكل بطيء إلى النسبة 2:1 ولم يجتزها أيضًا خلال مرحلة عدم الاستقرار.

### الهروب المتأخر من الرنين
تستطيع الاستثارة التي تسببها الكواكب المصغرة في القرص الخارجي أن تزعزع الاستقرار المتأخر للنظام الكوكبي ذي الرنين المتعدد. تحدث الهجرة الداخلية للكواكب العملاقة عندما تثار الانحرافات المدارية للكواكب المصغرة بسبب المواجهات الثقالية للأجسام بحجم بلوتو. تحدث الهجرة حتى ولو لم يكن هنالك مواجهات بين الكواكب المصغرة والكواكب عن طريق الاقتران بين قرص الكواكب المصغرة ذي الانحراف المداري المتوسط وأنصاف المحاور الرئيسية للكواكب الخارجية. ولأن الكواكب عالقة في حالة الرنين، ينتج أيضًا عن الهجرة ازدياد في الانحراف المداري للكواكب الجليدية العملاقة الداخلية. يغير الانحراف المداري المتزايد تردد الحركة البدارية ( حركة دائرية متغيرة حول محور يسمى محور المبادرة) للكواكب الجليدية العملاقة الداخلية، مما يؤدي إلى عبور الرنينات المزمنة. يمكن كسر الرنين الرباعي للكواكب الخارجية خلال أحد عبورات هذه الرنينات المزمنة. تبدأ بعد ذلك بوقت قصير المواجهات الثقالية بسبب القرب الكبير من الكواكب المشمولة بالرنين سابقًا. يحدث توقيت عدم الاستقرار الذي ينتج عن هذه الآلية عادةً بعد مئات ملايين السنين من تشتت القرص الغازي وهو مستقل تمامًا عن المسافة بين الكواكب الخارجية وقرص الكواكب المصغرة. وبالدمج مع الظروف الأولية الجديدة، دُعيت هذه الآلية البديلة للاستثارة بعد عدم الاستقرار نموذج نيس 2.

### المواجهات الكوكبية مع المشتري
تكمن الحاجة إلى لقاءات بين كوكب المشتري وبين الكواكب العملاقة الجليدية أثناء هجرة الكوكب العملاق من أجل إعادة تكوين نسخة عن النظام الشمسي الحالي. حلل رامون براسير وأليساندرو موربيديلي ورودني غوميز وكليومينيس تسيجانيس وهارولد ليفيسون في سلسلة من ثلاثة مقالات التطور المداري للنظام الشمسي خلال هجرة الكوكب العملاق. أظهر المقال الأول أنّ اللقاء بين كوكب عملاق جليدي وعلى الأقل كوكب عملاق غازي كان مطلوبًا من أجل إعادة خلق تذبذبات في الانحرافات المدارية للكواكب الغازية العملاقة. أظهر المقالان الآخران أنه إذا خضع كوكبا زحل والمشتري إلى انفصال سلس في مداراتهما بسبب كوكب مصغر، فإن مدارات الكواكب الأرضية ستكون منحرفة مداريًا بشكل كبير، ويمكن للكثير من الكويكبات الدوران بشكل مائل جدًا. واقترحوا أنّ الكوكب الجليدي العملاق واجه كوكبي المشتري وزحل معًا، مما سبب انفصالهما السريع عن مداراتهما، وبالتالي تجنبا الرنين المزمن المسؤول عن استثارة المدارات في النظام الشمسي الداخلي.